# Ção Pestana
Maria da Assunção Vieira da Luz Pestana, mais conhecida como Ção Pestana (Monte, Funchal, 15 de Agosto de 1953) é uma artista plástica portuguesa.

## Carreira
Ção Pestana iniciou a sua atividade em 1975, com exposições individuais em Coimbra, desenvolvendo o seu trabalho artístico entre Portugal e Espanha.
A partir do final da década de 1970, e até ao princípio da década seguinte, inicia-se como performer, como elemento do grupo de intervenção, no Círculo de Artes Plásticas de Coimbra.
Entre 1987 e 1988 foi bolseira da Fundação Calouste Gulbenkian em Madrid, sob orientação de Francisco Vasquez Fernandes.

## Premiações
- 1985 - Menção honrosa de performance - Vila Nova de Cerveira;
- 1986 - 1.º Prémio de Vídeo Arte da Fundação Calouste Gulbenkian.
- 2008 - "Imagens Cínicas", Bienal de Cerveira para artistas premiados, Museu da Bienal de Vila Nova de Cerveira.[1]